# Уругвай на літніх Олімпійських іграх 2000
Уругвай брав участь у Літніх Олімпійських іграх 2000 року у Сіднеї (Австралія) усімнадцяте за свою історію, і завоював одну срібну медаль.

## Срібло
- Велоспорт, чоловіки — Мільтон Вінантс.

## Склад олімпійської збірної Уругваю

### Плавання
Спортсменів — 2
У наступний раунд на кожній дистанції проходили найкращі спортсмени за часом, незалежно від місця зайнятого в своєму запливі.
Чоловіки
| Спортсмен   | Змагання       | Попередні запливи | Попередні запливи | Півфінали  | Півфінали  | Фінал      | Фінал      |
| Спортсмен   | Змагання       | Результат         | Місце             | Результат  | Місце      | Результат  | Місце      |
| ----------- | -------------- | ----------------- | ----------------- | ---------- | ---------- | ---------- | ---------- |
| Дієго Галло | 100 м на спині | 58,18             | 41                | Не пройшов | Не пройшов | Не пройшов | Не пройшов |

Жінки
| Спортсменка       | Змагання       | Попередні запливи | Попередні запливи | Півфінали  | Півфінали  | Фінал      | Фінал      |
| Спортсменка       | Змагання       | Результат         | Місце             | Результат  | Місце      | Результат  | Місце      |
| ----------------- | -------------- | ----------------- | ----------------- | ---------- | ---------- | ---------- | ---------- |
| Серрано Фернандес | 100 м на спині | 1:06,57           | 38                | Не пройшла | Не пройшла | Не пройшла | Не пройшла |

### Стрільба
Спортсменів — 1
Після кваліфікації найкращі спортсмени за очками проходили в фінал, де продовжували з очками, набраними у кваліфікації. У деяких дисциплінах кваліфікація не проводилась. Там спортсмени виявляли найсильнішого в один раунд.
Чоловіки
| Спортсмен   | Змагання       | Кваліфікація | Місце | Фінал      | Місце      | Всього | Місце |
| ----------- | -------------- | ------------ | ----- | ---------- | ---------- | ------ | ----- |
| Луїс Мендес | Пістолет, 10 м | 556          | 41    | Не пройшов | Не пройшов | 556    | 41    |